# Montmagny, Val-d'Oise
Montmagny är en kommun i departementet Val-d'Oise i regionen Île-de-France i norra Frankrike. Kommunen ligger i kantonen Enghien-les-Bains som tillhör arrondissementet Sarcelles. År 2022 hade Montmagny 14 632 invånare.

## Befolkningsutveckling
Antalet invånare i kommunen Montmagny
| Referens: INSEE |